# Pringleella sinensis
Pringleella sinensis är en bladmossart som beskrevs av Brotherus 1929. Pringleella sinensis ingår i släktet Pringleella och familjen Ditrichaceae. Inga underarter finns listade i Catalogue of Life.